# 澤列納季布羅瓦 (涅德里蓋利夫區)
50°57′45″N 33°42′01″E / 50.96250°N 33.70028°E
澤萊納-迪布羅瓦（烏克蘭語：Зелена Діброва）是位於烏克蘭東北部的舊村莊，曾由蘇梅州的内德里海利夫区負責管轄，並於1989年被註銷。該村處於胡斯季河源頭附近，距離涅列尼0.5公里。